# There’s One in Every Crowd
1975 márciusában jelent meg Eric Clapton There's One in Every Crowd című albuma. Munkacíme The Best Guitarist in the World – There's One in Every Crowd volt. A felvételek nem sokkal a 461 Ocean Boulevard után készültek, ezért nagyon hasonlítanak az előző album stílusához. Ennek ellenére nem volt annyira sikeres, mint az.

## Az album dalai
1. "We've Been Told (Jesus is Coming Soon)" (Willie Johnson / tradicionális) – 4:28
2. "Swing Low, Sweet Chariot" (tradicionális) – 3:33
3. "Little Rachel" (Jim Byfield) – 4:07
4. "Don't Blame Me" (Eric Clapton – George Terry) – 3:35
5. "The Sky is Crying" (Elmore James) – 3:58
6. "Singin' the Blues" (Mary McCreary) – 3:26
7. "Better Make It Through Today" (Eric Clapton) – 4:07
8. "Pretty Blue Eyes" (Eric Clapton) – 4:45
9. "High" (Eric Clapton) – 3:31
10. "Opposites" (Eric Clapton) – 4:52

## Közreműködők
- Eric Clapton – ének, gitár, dobro, illusztrációk
- Yvonne Elliman – ének, vokál
- Marcy Levy – ének, vokál
- Carl Radle – basszusgitár, gitár
- George Terry – gitár, vokál
- Jamie Oldaker – dob, ütőhangszerek
- Dick Sims – orgona, zongora, billentyűs hangszerek, dob, ütőhangszerek
- Albhy Galuten – zongora

### Produkció
- Karl Richardson – hangmérnök
- Steve Klein – hangmérnök
- Don Gehman – hangmérnök
- Graham Goodall – hangmérnök
- Carlton Lee – hangmérnök
- Robert Ellis – hátsó borító
- Tom Dowd – producer